# Mill Creek (zatoka Little Bras d’Or)
Mill Creek – zatoka (creek) cieśniny Little Bras d’Or (do 20 stycznia 1976 ciek do niej uchodzący od południowego zachodu) w kanadyjskiej prowincji Nowa Szkocja, w hrabstwie Cape Breton; nazwa urzędowo zatwierdzona 10 października 1953 (dla cieku obejmującego także obszar pływów – ten pierwszy otrzymał 20 stycznia 1976 nazwę Mill Brook).